# Theroteinidae
De Theroteinidae zijn een familie van uitgestorven zoogdieren uit de orde Haramiyida. Het is de enige familie van de onderorde Theroteinida. Er zijn slechts twee geslachten bekend, Mojo en Theroteinus, en ze zijn alleen bekend van het Boven-Trias van België en Frankrijk. Volgens sommigen behoort Mojo echter tot de Paulchoffatiidae, een familie van de Multituberculata.